# Acartia
Genre
Synonymes
- Dias Lilljeborg, 1853[1]

Acartia est un genre de crustacés copépodes de la famille des Acartiidae.

## Liste des espèces
Selon le World Register of Marine Species (12 juillet 2020) :
- Acartia adriatica Steuer, 1910
- Acartia amboinensis Carl, 1907
- Acartia australis Farran, 1936
- Acartia bacorehuiensis Zamora-Sanchez & Gomez-Aguirre, 1985
- Acartia bermudensis Esterly, 1911
- Acartia bifilosa (Giesbrecht, 1881)
- Acartia bilobata Abraham, 1970
- Acartia bispinosa Carl, 1907
- Acartia bowmani Abraham, 1976
- Acartia californiensis Trinast, 1976
- Acartia centrura Giesbrecht, 1889
- Acartia chilkaensis Sewell, 1919
- Acartia clausi Giesbrecht, 1889
- Acartia danae Giesbrecht, 1889
- Acartia denticornis Brady, 1883
- Acartia discaudata (Giesbrecht, 1881)
- Acartia dweepi Haridas & Madhupratap, 1978
- Acartia edentata Srinui, Ohtsuka & Metillo in Srinui, Ohtsuka, Metillo & Nishibori, 2019
- Acartia ensifera Brady, 1899
- Acartia enzoi Crisafi, 1974
- Acartia fancetti McKinnon, Kimmerer & Benzie, 1992
- Acartia floridana Davis, 1948
- Acartia forcipata Thompson & Scott, 1897 in Thompson, Scott & Herdman, 1897
- Acartia forticrusa Soh, Moon, Park, Bun & Venmathi Maran, 2013
- Acartia fossae Gurney, 1927
- Acartia hongi Soh & Suh, 2000
- Acartia hudsonica Pinhey, 1926
- Acartia italica Steuer, 1910
- Acartia japonica Mori, 1940
- Acartia jilletti Bradford, 1976
- Acartia laxa Dana, 1849
- Acartia lefevreae Bradford, 1976
- Acartia levequei Grice, 1964
- Acartia lilljeborgii Giesbrecht, 1889
- Acartia limpida Dana, 1849
- Acartia longiremis (Lilljeborg, 1853)
- Acartia longisetosa Brady, 1914
- Acartia macropus Cleve, 1900
- Acartia margalefi Alcaraz, 1976
- Acartia mediterranea Pesta, 1909
- Acartia mollicula Pavlova & Shmeleva, 2010
- Acartia mossi (Norman, 1878)
- Acartia nadiensis Lee, S, Soh & W. Lee, 2019
- Acartia nana Brady, 1914
- Acartia negligens Dana, 1849
- Acartia ohtsukai Ueda & Bucklin, 2006
- Acartia omorii Bradford, 1976
- Acartia pacifica Steuer, 1915
- Acartia pietschmani Pesta, 1912
- Acartia plumosa Scott T., 1894
- Acartia ponteloides (Krichagin, 1873)
- Acartia remivagantis Oliveira, 1946
- Acartia sarojus Madhupratap & Haridas, 1994
- Acartia seshaiyai Subbaraju, 1968
- Acartia simplex Sars G.O., 1905
- Acartia sinjiensis Mori, 1940
- Acartia southwelli Sewell, 1914
- Acartia spinata Esterly, 1911
- Acartia spinicauda Giesbrecht, 1889
- Acartia steueri Smirnov, 1936
- Acartia teclae Bradford, 1976
- Acartia tonsa Dana, 1849
- Acartia tranteri Bradford, 1976
- Acartia tropica Ueda & Hiromi, 1987
- Acartia tsuensis Ito, 1956
- Acartia tumida Willey, 1920

## Taxonomie
Le nom valide complet (avec auteur) de ce taxon est Acartia Dana, 1846.

### Étymologie
Le nom du genre Acartia dérive du grec ancien ακαστος, akartos, « non rasé », et fait allusion aux longs poils présents sur les antennes.

### Synonymie
Acartia a pour synonyme :
- Dias Lilljeborg, 1853

### Publication originale
- (en) J. D. Dana, « Notice of some genera of Cyclopacea », Annals and Magazine of Natural History, Londres, Taylor & Francis, vol. 18, no 118,‎ septembre 1846, p. 181–185 (ISSN 0374-5481, OCLC 1481361, DOI 10.1080/037454809494408, lire en ligne).